# يانغ فانغ
يانغ فانغ (بالصينية: 杨芳) هي راقصة على الجليد صينية، ولدت في 3 يوليو 1984 في كيكيهار في الصين.

## وصلات خارجية
- يانغ فانغ على موقع الاتحاد الدولي للتزلج (الإنجليزية)